# Hans Jörg Schimanek

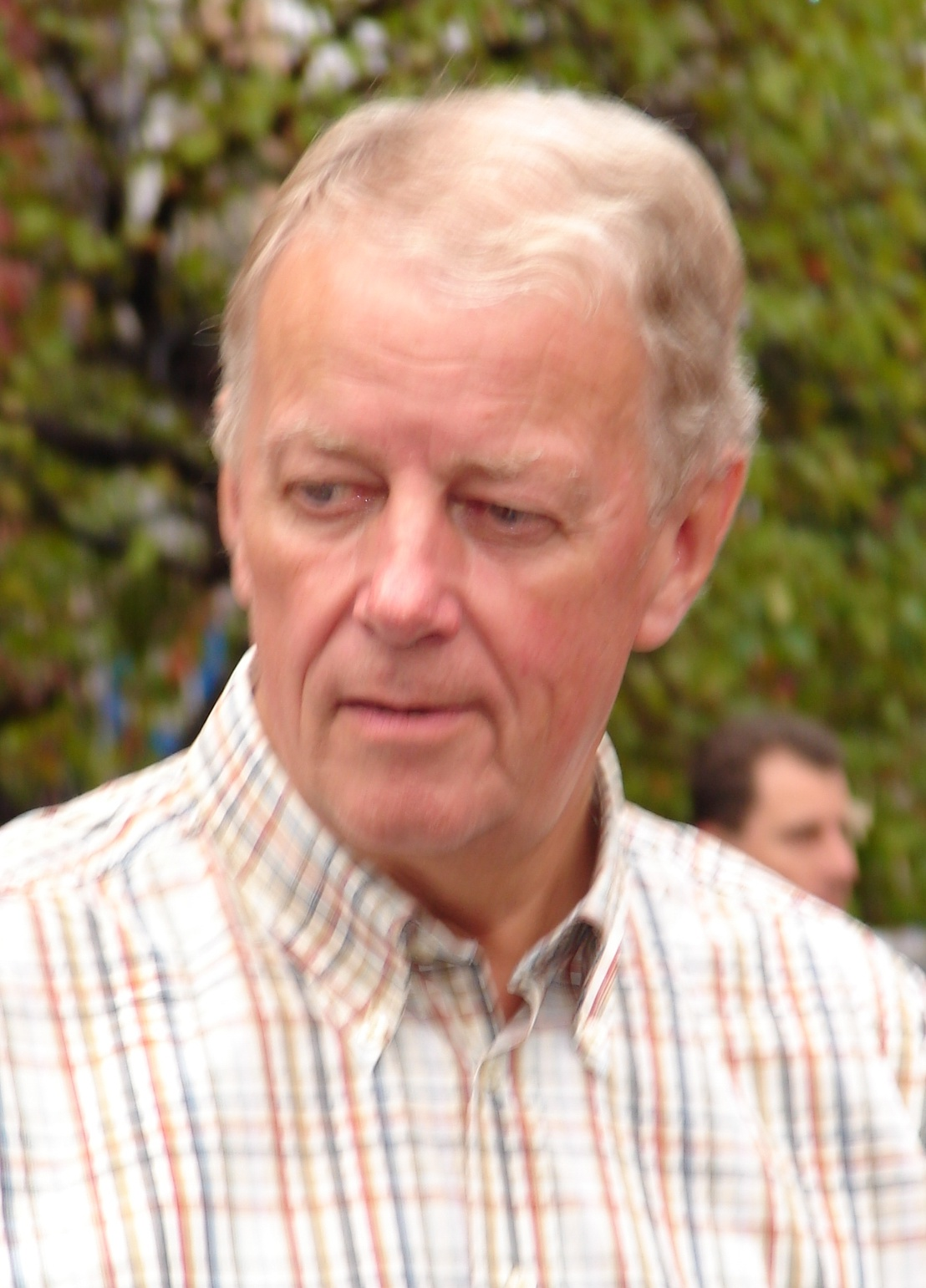
Hans Jörg Schimanek (2006)

Hans Jörg Schimanek (* 23. März 1940 in Wien; † 22. Dezember 2024) war ein österreichischer Journalist und Politiker (SPÖ, FPÖ, BZÖ, WIFF). Von 1998 bis 2000 war er FPÖ-Landesparteiobmann in Niederösterreich. Zudem war er der erste freiheitliche Landesrat in einer Regierung von Niederösterreich.

## Leben

### Journalismus
Nach der Matura war Hans Jörg Schimanek ab 1959 zunächst als Journalist bei der Salzburger Volkszeitung und ab 1961 bei der Neuen Tageszeitung tätig, bevor er 1964 als Sportredakteur zum ORF ging. Bis 1977 arbeitete er im Aktuellen Dienst des ORF. Er war verantwortlich für die Sendung Argumente, deren journalistisches Team 1990 den Konrad-Lorenz-Preis bekam.

### Politik
Von 1970 bis 1989 war Schimanek SPÖ-Mitglied und kandidierte nach seinem Austritt mit einer eigenen Bürgerliste OPAL in Langenlois (Niederösterreich), woraufhin er Umweltstadtrat wurde. Dieses Amt legte er wegen des Gerichtsverfahrens gegen seinen Sohn Hans Jörg Schimanek jun. (* 1963), der später wegen NS-Wiederbetätigung in der neonazistischen Gruppe Volkstreue außerparlamentarische Opposition zu fünfzehn Jahren Haft verurteilt wurde, im Februar 1992 nieder. Der jüngere Sohn ist Rene Schimanek (* 1969), derzeit FPÖ-Stadtrat von Langenlois und von 2017 bis 2019 Kabinettschef des Bundesministers für Infrastruktur Norbert Hofer.
Bei der Landtagswahl in Niederösterreich 1993 (XIV. GP) und der Landtagswahl in Niederösterreich 1998 (XV. GP) wurde Hans Jörg Schimanek in den Landtag von Niederösterreich gewählt. Von 1993 bis 1999 war er Landesrat in den Kabinetten Pröll II und Pröll III; danach war er bis 28. Juni 2000 Abgeordneter zum niederösterreichischen Landtag. Von Juni 1998 bis Juni 2000 fungierte er als FPÖ-Landesparteiobmann in Niederösterreich. 2001 wurde er Bezirksrat in Wien-Floridsdorf. Bei der Wiener Landtagswahl im März 2005 wurde er für eine gemeinsame Liste FPÖ-OPAL als Spitzenkandidat nominiert. Im Mai 2005 erfolgte im Zuge der Parteispaltung der FPÖ am 4. April 2005 in FPÖ und BZÖ sein Ausschluss, und er gab den Gemeinderat auf.
Im Juni 2005 trat er dem rechtspopulistischen BZÖ bei. Bei der Bezirksvertretungswahl in Wien 2005 wurde er Bezirksrat in Floridsdorf. Er war bei der Landtagswahl in Niederösterreich 2008 erfolglos Spitzenkandidat des BZÖ. Am 24. Juni 2008 wurde er vom BZÖ Wien wegen „jahrelanger Intrigen“ ausgeschlossen.
2010 gründete er die „gänzlich unabhängige politische Partei“ WIFF – Wir für Floridsdorf und war deren Obmann. In dieser Funktion sammelte er Unterschriften für den Erhalt der Polizeistation in Strebersdorf. Dazu erwähnte er, dass mehr als 14.000 Floridsdorferinnen und Floridsdorfer diese Aktion unterstützt hätten, die Schließung sei abgesagt worden und „2016/17 soll in Strebersdorf eine neue Inspektion gebaut werden“. Das WIFF erhielt 2010 zwei Bezirksräte, 2015 und 2020 jeweils drei Bezirksräte.

## Privates und Familie
Hans Jörg Schimanek war verheiratet und lebte ab 1974 in Langenlois. Er war Vater von zwei Söhnen, dem Rechtsextremisten Hans Jörg Schimanek jun. und Mitglied der Neonazi-Kameradschaft „Volkstreue außerparlamentarische Opposition“ (VAPO) und dem ehemaligen Mitarbeiter von Nationalratspräsident Rosenkranz und Norbert Hofer, Rene Schimanek.
Am 22. Dezember 2024 verstarb Hans Jörg im Alter von 84 Jahren. Auf der Todesanzeige waren der auch im Nationalsozialismus verwendete Spruch „...und ewig lebt der Toten Tatenruhm“ aus der Edda und das ebenfalls in der NS-Zeit verwendete Irminsul-Symbol abgedruckt.
Am 14. Februar 2025 wurden im Zuge von Untersuchungen zu den Sächsischen Separatisten taktische Ausrüstungsgegenstände, Schalldämpfer, 30 kg Munition und NS-Devotionalien am ehemaligen Hauptwohnsitz von Hans Jörg Schimanek gefunden. Zum Zeitpunkt war sein Sohn Rene Schimanek an der Adresse hauptgemeldet, ehemaliger Mitarbeiter des Nationalratspräsidenten Walter Rosenkranz und Norbert Hofer. Das von der Familie Schimanek seit den 1970ern angemietete Forsthaus in der Nähe der Burgruine Kronsegg, in dem bereits Hans Jörg Schimanek jun. Wehrsportübungen der rechtsextremen Szene organisiert hatte, sollte vermutlich als Stützpunkt der Sächsischen Separatisten in Österreich dienen. Mutmaßlicher Redelsführer der sächsischen Separatisten soll Jörg Schimanek sein und auch sein Burder und Jörn war mutmaßlich beteiligt. Bei den beiden handelt es sich um die Enkel Hans Jörg Schimaneks und Söhne Hans Jörg jun.

## Diskussionsrunde
- Wie rechts ist Österreich? Club 2 (ORF), 11. Mai 2011, Gastgeber: Peter Rabl, Gäste: Hans Jörg Schimanek, Georg Zanger, Nina Horaczek, Wolfgang Jung, Sieglinde Rosenberger